# 阿斯派德飛彈

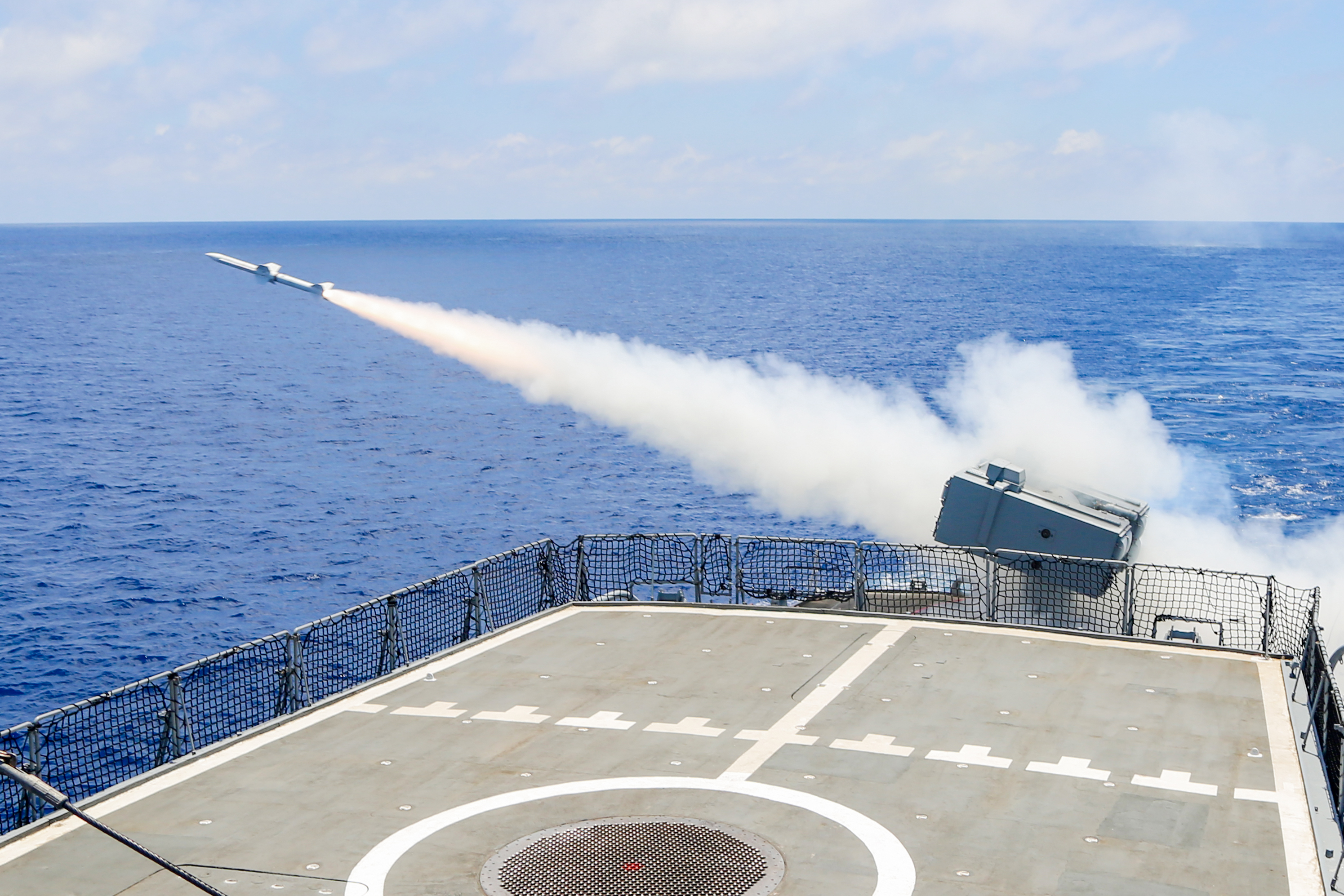
阿斯派德飛彈發射

阿斯派德飛彈是一款由義大利生產製造的半主動雷達導引空對空飛彈，與美製AIM-7麻雀飛彈類似，由於義大利曾經由美國授權生產約1000枚麻雀飛彈，加上兩者外型相仿，導致一般認為阿斯派德飛彈與麻雀飛彈有深厚的血緣關係，但實際上阿斯派德飛彈是義大利獨立研發的飛彈。
1980年代後期，中華人民共和國曾引進部分阿斯派德飛彈，但由於後來爆發六四天安門事件導致的武器禁運而使此計畫停止。中華人民共和國曾借鑒阿斯派德飛彈的研發技術發展自己的中程空對空飛彈。

## 使用國
阿根廷 – Meko 360 軍艦系列裝載
 巴西 - Aspide 2000 -航母和驅逐艦裝載.
  - Esmeraldas 驅逐艦裝載
 賽普勒斯 - 天盾系統裝載
 埃及 – Aspide 2000 (36具)
 義大利
 摩洛哥 - frigate 501 Lt. Col. Errhamani驅逐艦裝載
 马来西亚 - Laksamana Class 驅逐艦裝載
 巴基斯坦 - Spada 2000 陸基系統裝載(10具) 
 中华人民共和国 – Aspide Mk.1 和 LY-60 / FD-60 / PL11
 秘魯
 西班牙
 泰國 – Ratanakosin Class 驅逐艦裝載
 科威特 - Aspide 2000 若干
 乌克兰  - 西班牙國家報：馬德里將向烏克蘭提供防空飛彈與坦克據政府消息人士稱，西班牙願意在對烏克蘭的軍事支持上實現質的飛躍，以對抗俄羅斯的入侵。如果說到目前為止它已經交付了彈藥、個人防護裝備和輕武器（C-90 榴彈發射器或機槍），那麼現在它正在準備供應重型武器、防空導彈和豹式戰車，以及必要的訓練烏克蘭軍方這樣可以接管他們的管理。
國防部已經完成了向基輔交付一組低級 Shorad Aspide 防空導彈的工作，西班牙陸軍已將其替換為另一個更先進的系統。由歐洲導彈公司 MBDA 生產的這種材料的運輸正在等待通過斯圖加特（德國）的一個小組完成談判，該小組負責協調對烏克蘭的軍事援助，以避免缺乏設備和重複他人。